# استفان کوبک
 استفان کوبک (انگلیسی: Stefan Koubek؛ زاده ۲ ژانویهٔ ۱۹۷۷) یک تنیس‌باز اهل اتریش است.